# NGC 454A
NGC 454A is een onregelmatig sterrenstelsel in het sterrenbeeld Phoenix. Het hemelobject ligt 154 miljoen lichtjaar (47,1 × 106 parsec) van de Aarde verwijderd en werd op 5 oktober 1834 ontdekt door de Britse astronoom John Herschel. Het bevindt zich in de buurt van NGC 454B.

## Synoniemen
- GC 253
- ESO 151-36
- PGC 4461
- AM 0112-554